# 三重スリーアローズの選手一覧
三重スリーアローズの選手一覧（みえスリーアローズのせんしゅいちらん）は三重スリーアローズにかつて所属していた選手および監督の一覧である。

## 過去に在籍した主な選手
投手
- 石原孝幸
- 糸川諒 - 退団後、群馬ダイヤモンドペガサス→愛媛マンダリンパイレーツ (2015年で退団)
- 奥出慎士
- 清水信寿
- 末永仁志 (元千葉ロッテマリーンズ)
- 藤井了
- 野口茂樹 (元中日ドラゴンズ、読売ジャイアンツ)
- 洪成溶 (元LGツインズ)
- 本田茂雄
- 前川勝彦 (元オリックス・バファローズ)
- ジョーダン・ムイアー
- 村上和也 - 救済ドラフトで高知ファイティングドッグス入団 (2012年)

捕手
- 北園伸哉
- 杉本昌都 (元横浜ベイスターズ) - 解散後富山サンダーバーズ→福井ミラクルエレファンツ (2014年で退団)

内野手
- 川咲勇司
- 金城雅也 - 救済ドラフトで愛媛マンダリンパイレーツ入団 (2012年 - 2014年)、2015年は高知ファイティングドッグス (同年で退団)
- 桑島優
- 藤本祐樹
- 美濃一平
- 宮田良祐

外野手
- 石田善紀
- 大松陽平 - 解散後、群馬ダイヤモンドペガサスを経て、福井ミラクルエレファンツ (2017年退団)
- 北村祐 - 救済ドラフトで香川オリーブガイナーズ入団 (2012年 - 2013年)
- 二口慎也
- 丹羽良太
- 前田敬文

## 歴代監督
- 松岡弘 (2010年途中まで)
- 藤波行雄 (2010年途中 - 2010年終了まで)- 監督代行
- 長冨浩志 (2011年前期途中まで)
- 古屋剛 (2011年前期途中 - 2011年終了まで) - 監督代行